# K-pop
För innehåll relaterat till K-pop men som också kan beröra andra musikgenrer, se Musik i Sydkorea.
K-pop (hangul: 케이팝), förkortning av koreansk pop (hangul: 대한민국의 대중음악), är en musikgenre som har sitt ursprung i Sydkorea.
K-pop är den mest populära och bäst säljande musikgenren i Sydkorea. Under slutet av 1990-talet började K-pop spridas i Asien som en del av den koreanska vågen känd som Hallyu. K-pop har också uppnått global popularitet under början av 2010-talet tack vare spridningen via sociala medier och den uppmärksammade gruppen BTS. Genren hämtar till stor del inspiration från de globala musikindustrierna i Nordamerika och Europa, och den sydkoreanska popkulturen liknar idag mer och mer den västerländska.

## Stil (hangul: 스타일)
K-pop är en genre av popmusiken som symboliseras av simpla men smittsamma melodier och beat, vanligtvis med temat kärlek, och ofta framförda av skickligt dansande artister. Medan produktionen av K-pop utgår från inhemska artister, låtskrivare och hantering, förlitar sig producenterna till stor del på de globala musikindustrierna i Nordamerika och Europa för att hämta inspiration och kreativitet, snarare än de asiatiska grannarna. Generellt finns det nästan ingenting traditionellt koreanskt med K-pop, speciellt inte musikaliskt, även om många sydkoreaner själva anser att det gör det.  Traditionell koreansk musik är pentatonisk, melismatisk och framförs stillastående med fokus på sången, medan K-pop däremot är diatonisk, fylld med engelska fraser, har en musikstil som mer liknar västerländsk pop, och använder dans som ett av de viktigaste elementen i framträdandet. Eftersom K-pop ofta innehåller en blandning av text på koreanska och engelska, kan det ibland vara svårt att tyda när de olika språken används.
Artister inom genren K-pop är generellt väldigt fotogeniska, ofta intensifierat med hjälp av plastikkirurgi. Medryckande låtar, bra sångröster, fysiskt attraktiva kroppar, häftiga utstyrslar och fascinerande dansrörelser är attributerna som exemplifierar perfektionismen i K-pop. Slående för K-pop är hur långa, smala och fläckfria artisterna framställs som, detta till följd av en drastisk förändring i den sydkoreanska normen för skönhet sedan 1980-talet.

## Ursprung (hangul: 유래)
K-pop ser sin historia gå tillbaka till 1992 med debuten av gruppen Seo Taiji and Boys som var den första som inkorporerade rap och hiphop i sydkoreansk populärmusik. Gruppen hade en revolutionerande inverkan på populärmusiken i landet och var en av de första att introducera dans som ett avgörande element i sina framträdanden. Till skillnad från 1980-talet var musiken på 1990-talet friare från politik då Sydkorea uppnått demokratisering efter de olympiska sommarspelen i Seoul. Seo Taiji and Boys blev inte oväntat bemötta av kritik när de slog igenom på musikscenen, men vad som inte var lika väntat var det positiva mottagandet gruppen fick från den yngre generationen, nu fria från 1980-talets krav på motstånd mot regimen.
Det har länge argumenterats att K-pop, liksom andra genrer av den koreanska vågen känd som Hallyu, skulle varit en avledning av J-pop eller japansk populärkultur. Dessa argument har ifrågasatts eftersom K-pop uppnått framgång i Asien, Europa och Nordamerika samtidigt, något som inte japansk popmusik gjort. Ofta har K-popgrupper samt artister också Japanska versioner som de bruka publicera efter dereas Koranska låt har publicerats.

## Globalisering

### Bakgrund
Fram till mitten av 1990-talet var den sydkoreanska musikindustrin inhemskt centrerad och endast ett fåtal artister var kända utomlands, främst sångare av genren trot i Japan eller utövare av västerländsk klassisk musik. Det var under denna tid som de första omnämnandena av Hallyu (hangul: 한류), ett ord som refererar till vinden från Koreahalvön, började användas i kinesiskspråkiga områden som Kina, Taiwan och Hongkong. Den koreanska vågen spred sig snabbt över Östasien och även om den redan från början inkluderade vissa musikgrupper, var det de sydkoreanska såpoperorna som symboliserade Hallyu. Det var inte förrän under den senare delen av 2000-talet som den snabbt växande genren K-pop kom att ta över som den drivande faktorn av den koreanska vågen. Nyckelfaktorer i spridningen av K-pop var ny teknologi, framförallt introduktionen av MP3-spelare 1996 och Youtube 2005.

### Spridning

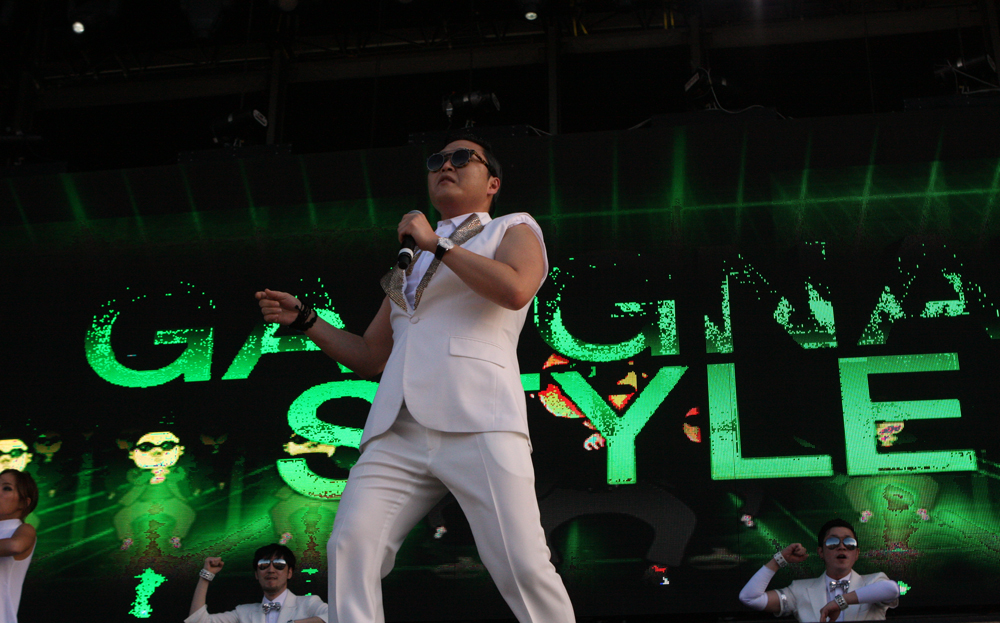
Psy framför "Gangnam Style" i Sydney.

K-pop har under senare år uppnått global spridning tack vare sociala medier som Youtube, Facebook och Twitter, detta efter att genren först växt inom Asien. Sedan 1998 har K-pop främst exporterats till Kina, Japan, Sydostasien, Amerika och Europa, med de allra största framgångarna i grannlandet Japan. Några av de artister och grupper som uppnått störst framgång i Japan och Kina är BoA, H.O.T., Shinhwa, S.E.S., TVXQ, Super Junior, Baby Vox, Se7en, Big Bang, Rain, Wonder Girls, SS501, Kara och Girls' Generation.
Under början av 2010-talet har K-pop varit den ledande faktorn till spridningen av sydkoreansk populärkultur. Genren har spridits från Sydkoreas asiatiska grannländer vidare till Europa, Amerika och Mellanöstern, med aktiv hjälp av den sydkoreanska regeringen. År 2012 var sångaren Psy Sydkoreas bäst säljande artist tack vare hans singel "Gangnam Style" som blev en internationell succé och ett viralt fenomen. Den officiella musikvideon tillhörande låten hade det högsta visningsantalet av alla musikvideor på Youtube, med totalt fler än 3,1 miljarder och över 14 miljoner likes i april 2018.
Många koreaner som arbetar inom musikindustrin ser det nya fenomenet K-pop som revolutionerande då koreanska musikartister aldrig tidigare uppnått popularitet på den skala som de gör idag. Jämfört med befolkningsantalet i Sydkorea mot det i musikgiganter som USA och Japan är den globala populariteten av K-pop förbluffande. Trots det internationella intresse som även finns för japansk J-pop, hade japanska artister aldrig uppnått samma framgång utomlands som koreanska artister hade i början av 2010-talet.

### Anledningar
Musikdistribution har haft en viktig roll i globaliseringen av K-pop och inkluderar användandet av internationella plattformar, exempelvis Youtube och Itunes i USA, samt Avex i Japan. Youtube är utan tvekan den allra största källan för distribuering av K-pop, och gjorde det möjligt för musikproducenter att kunna expandera marknaden även utanför asiatiska utvecklingsländer. Eftersom sociala medier tillåter direkt kommunikation har detta också bidragit till att antalet fans inom K-pop har växt.
Många unga västerländska fans lärde sig om genren för första gången genom Youtube, där videor relaterade till K-pop uppnår tiotals miljoner visningar i månaden från användare lokaliserade i Asien, Europa och Amerika. Det har argumenterats att unga européer naturligt utsatts för genren genom ökat resande till Japan och Kina, men att spridandet sedan stärkts av sociala medier. De som upptäckte genren kom att fungera som budbärare genom att sprida den nya musiken till vänner och på sociala medier i sina hemländer. I Frankrike var exempelvis många fans av K-pop ursprungligen fans av japansk manga eller anime.
Den sydkoreanska regeringen har aktivt medverkat i spridandet av Hallyu, K-pop och nationell populärkultur sedan Kim Dae-jung valdes till president 1997, och detta har till och med fortsatt under den konservativa Lee Myung-bak som valdes till president 2007. Stödet från regeringen handlar om allt från finansiella bidrag till kulturell marknadsföring.

### Tilltalande

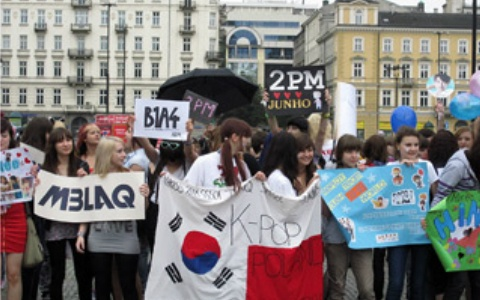
Fans av K-pop i Warszawa.

Det är möjligt att östasiater tilltalats av K-pop istället för amerikansk musik på grund av att den framförs av människor av liknande ras, men mer troligt är att K-pop föredragits över en urbaniserad och sexualiserad genre, delvis kretsande kring sex och våld. K-pop till andra sidan har exemplifierat värderingar som genast kan accepteras av ungdomar och föräldrar, en värld utan fattigdom, våldsamheter, sexism, rasism eller sociala avvikelser. Tillsammans med en bild av sydkoreanska artister som vänligt uppträdande och artiga, hade K-pop på detta sätt ett nästan universellt tilltalande, och passade väl in med den regionala smaken. Japans J-pop hade potentiellt kunnat tagit den rollen som K-pop gjorde i Asien, men blev till störst del en inhemsk angelägenhet på grund av den invecklade marknaden och industrin.
Studier har visat att europeiska kvinnors intresse för K-pop ofta grundas i sexuell attraktion till manliga K-popidoler, som ofta framställs att både ha en mjukare och en mer macho sida.

### Anpassning
Historiskt sett har SM Entertainment som generellt ses som det allra största skivbolaget i Sydkorea, också varit den agentur som fokuserat mest på globaliseringen av K-pop, detta genom att förlita sig mer på utländska låtskrivare än vad andra större bolag gjort. Agenturer riktar delvis in sig på olika nationella marknader genom att exempelvis släppa en låt i flera olika språkversioner, som koreanska, japanska och engelska, samt kan marknadsföra grupper under olika namn i olika länder.
SM Entertainment har varit den dominanta agenturen för artister inom genren K-pop och bolaget sökte sig in på den japanska musikmarknaden i början av 2000-talet. Artister som BoA och TVXQ blev sensationer i grannlandet där de framträdde på japanska och med liknande stil som J-popartister. Andra artister som Big Bang och MBLAQ har anpassats mer för en global publik utan koreansk eller japansk inriktning, medan artister som Rain och Wonder Girls har anpassats mer för den amerikanska marknaden.

## Affärsmodell

### Agenturer
En stor del av den sydkoreanska musikmarknaden kontrolleras idag av större företag och skivbolag. De tre största skivbolagen i Sydkorea är SM Entertainment, YG Entertainment och JYP Entertainment. Ett skivbolag som jämförts som en av de närmsta konkurrenterna till de tre stora är Cube Entertainment.
För sydkoreanska ungdomar är att bli en K-popstjärna högst upp på listan över önskade yrken, detta i ett land där den mest populära formen av nöje och underhållning möjligtvis är att sjunga, vanligen i Noraebang (karaokerum). Många talangfulla sångare söker sig till audition för talangagenturer där chansen att lyckas har estimerats vara en på cirka tvåtusen. En person som passerar audition får genomgå rigorös träning hos agenturen i cirka fem år, men endast 20 till 30 av tusen lärlingar kommer någonsin att framträda professionellt.
När en agentur skriver kontrakt med en lärling, kontrakt som vanligen sträcker sig fem till tio år, kan den framtida aspiranten fortfarande gå i normal skola under dagen och sedan genomgå träning hos agenturen under resten av dagen fram till sent på kvällen. Under en vecka kan lärlingen tillbringa upp mot 100 timmar på att genomgå disciplinerade övningar och lektioner. Lärlingens träning betalas av agenturen som står för instruktörer, faciliteter, redskap, kostymer och allt som artisten behöver. Agenturer eftersöker ofta framstående kompositörer, koreografer, designers och stylister, något som det finns många av i Sydkorea även om det också importeras från utlandet. SM Entertainment är ett bolag som fått utstå kritik för sitt tuffa lärlingssystem, något som försvarats av ledaren för lärlingsprogrammet Chris Lee.

### Artister
Artister inom genren K-pop behöver vara talangfulla både på att sjunga och att dansa, inte bara själva utan även synkroniserat i grupp. Därutöver måste artisterna lära sig tala, eller åtminstone uttala ord korrekt på koreanska, engelska, japanska och kinesiska. Ofta behöver de kunna medverka även i musikaler, TV-draman och filmer. Att hitta unga, talangfulla och fysiskt attraktiva artister som sedan ska tränas upp inom alla dessa områden är en svårighet och denna typ av investering är oftast inte ekonomiskt lönsam om inte artisten transformeras till en global kändis.
Det finns flera anledningar till att agenturer inom K-pop valt att satsa på musikgrupper, bland annat då det är billigare ekonomiskt att träna en grupp än enstaka individer en i taget. Soloartister skulle också behöva bakgrundssångare och bakgrundsdansare vilket kostar att träna och hyra. Att ha flera medlemmar fungerar som en slags försäkring mot sjukdom och skador, men tillåter även agenturen att använda dem separat. En medlem kan exempelvis framträda i ett TV-drama medan en annan samtidigt besöker en fanklubb. Olika medlemmar i en grupp kan också tilltala och attrahera olika fans, detta då medlemmar ofta framställs så att de distinkt skiljer sig från varandra i fysiskt utseende, eller att vissa medlemmar flytande talar olika språk. Gruppstruktur diktateras delvis efter vad som kommer sälja bäst och har visats vara en framgångsrik formel.

## Ekonomi

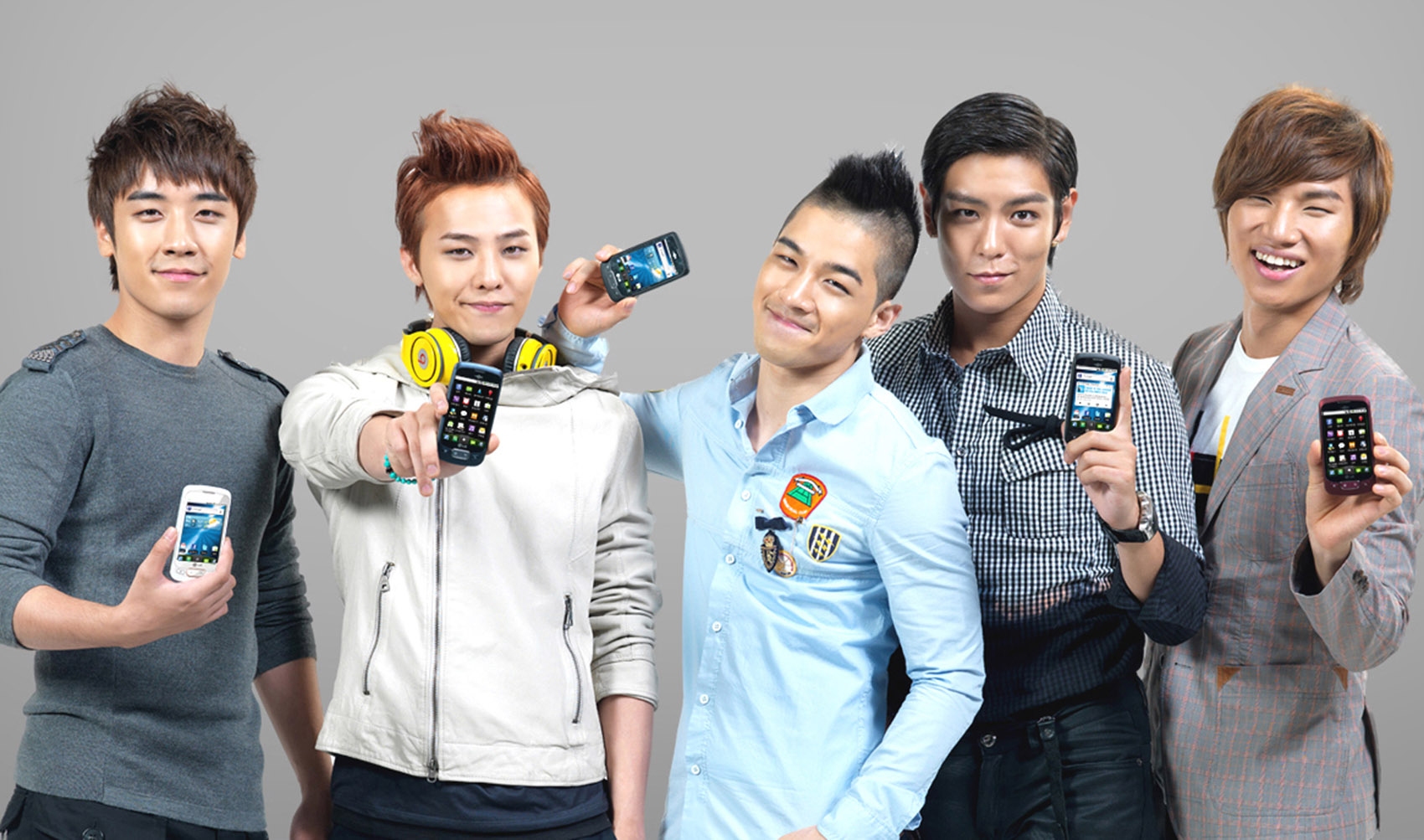
Pojkbandet Big Bang gör reklam för LG.

För detaljer och statistik relaterat till Sydkoreas musikmarknad, se Musik i Sydkorea#Ekonomi.
Sociala medier har fungerat som en källa för både marknadsföring och för distribution av K-pop. Publiken som finns på sociala medier tillför en enorm ekonomisk vinst för agenturerna, detta utan att konsumenten ens behöver betala något. Eftersom royalty fungerar som en av agenturernas största inkomstkällor så har Youtube blivit den mest betydelsefulla bland sociala medier. Användandet av Youtube gör även att kostnaderna minskar för att distribuera och marknadsföra musiken. Sociala medier har gjort det möjligt för artister att enkelt sprida sin musik och har lett till att många agenturer börjat byta från traditionella inkomstkällor som konserter, CD-skivor och TV-framträdanden till att exempelvis göra reklam för multinationella företag. Skivbolagens taktik har under senare år skiftat från en traditionell strategi bestående av konserter och framträdanden till att förlita sig mer på digitala tjänster, alltså företag till företag snarare än företag till kund. Piratkopiering har också minskat under senare år då det blivit behändigare för kunder med digitala musiktjänster som Itunes där låtar kan köpas enskilt.
På Youtube kan musikproducenter sälja reklamtid som visas innan varje musikvideo. På detta sätt görs de största ekonomiska vinsterna av Google (Youtubes ägare), samt av de multinationella företag som köper reklamtid i videorna. Medan Google tjänar den större delen av sina pengar på att sälja det virtuella utrymmet för reklam, så tjänar företagen det mesta på stärkandet av sitt varumärkesvärde så länge som videorna dagligen uppnår miljontals visningar. Agenturernas främsta inkomst kommer från företagen, detta genom utlåningen av sina artister att medverka i reklamer eller andra organiserade evenemang. Agenturerna producerar även musikalbum, säljer konsertbiljetter och organiserar möten med fan clubs, men ekonomisk vinning har mer och mer börjat komma från att sälja rättigheter till TV-bolag eller musikförlag i Japan och USA, samt modellkontrakt till företag.

## K-pop utomlands
- Japan — Trots att Japan generellt inte anser sig kulturellt lika Korea, är landet ändå den största och mest lojala importören av K-pop och Hallyu.[39][6] Entusiasm över den koreanska vågen i Japan har däremot också lett till mindre rörelser som är emot K-pop och använder sig av bloggar för att sprida kritik och negativa rykten om genren och affärsverksamheten.[36]
- Sverige —  Hallyu började nå Sverige under slutet av 1990-talet,[40] men det var fortfarande svårt att få tag på CD-skivor, DVD-skivor och VHS-band under början av 2000-talet.[41] Under denna tid fanns det redan en större och växande grupp av svenskar som var fans av J-pop och japansk populärkultur.[41] Sedan dess har antalet fans av K-pop i Sverige ökat och sedan början av 2010-talet finns det en mindre grupp dedikerade fans, samtidigt som det har blivit mycket lättare att importera musiken, speciellt tack vare digitala musiktjänster som Itunes.[41] Hallyu i Sverige har med tiden börjat handla mer om K-pop än om koreansk film och TV.[42] Fanklubbar har bildats sedan slutet av 2000-talet och det finns även dansklubbar som börjat spela K-pop vid tillfällen.[41][43] År 2012 hade svenska fan clubs på Facebook cirka tusen medlemmar, och musikvideor på Youtube cirka tretusen visningar från Sverige.[43] De flesta fansen är under 25 år och av det kvinnliga könet, vilket kan jämföras med att svenska fans av japansk popkultur oftast är män, och det finns även en överrepresentation av HBTQ-personer samt personer med asiatisk eller annan utländsk bakgrund.[44] Under 2012 nådde grupper som 2NE1 och SHINee höga placeringar på Itunes topplista i Sverige,[41] och samma år nådde Psy andra plats på Sverigetopplistan med låten "Gangnam Style".[45] År 2016 nådde Bangtan Boys album Wings plats 56 på Sverigetopplistan.[46]

## TV-program
- The Show — tisdagar på SBS MTV
- Show Champion — onsdagar på MBC Music
- M Countdown — torsdagar på Mnet
- Simply K-pop — fredagar på Arirang TV
- Music Bank — fredagar på KBS
- Show! Music Core — lördagar på MBC
- Inkigayo — söndagar på SBS

## Galleri

Tjejgruppen 2NE1.
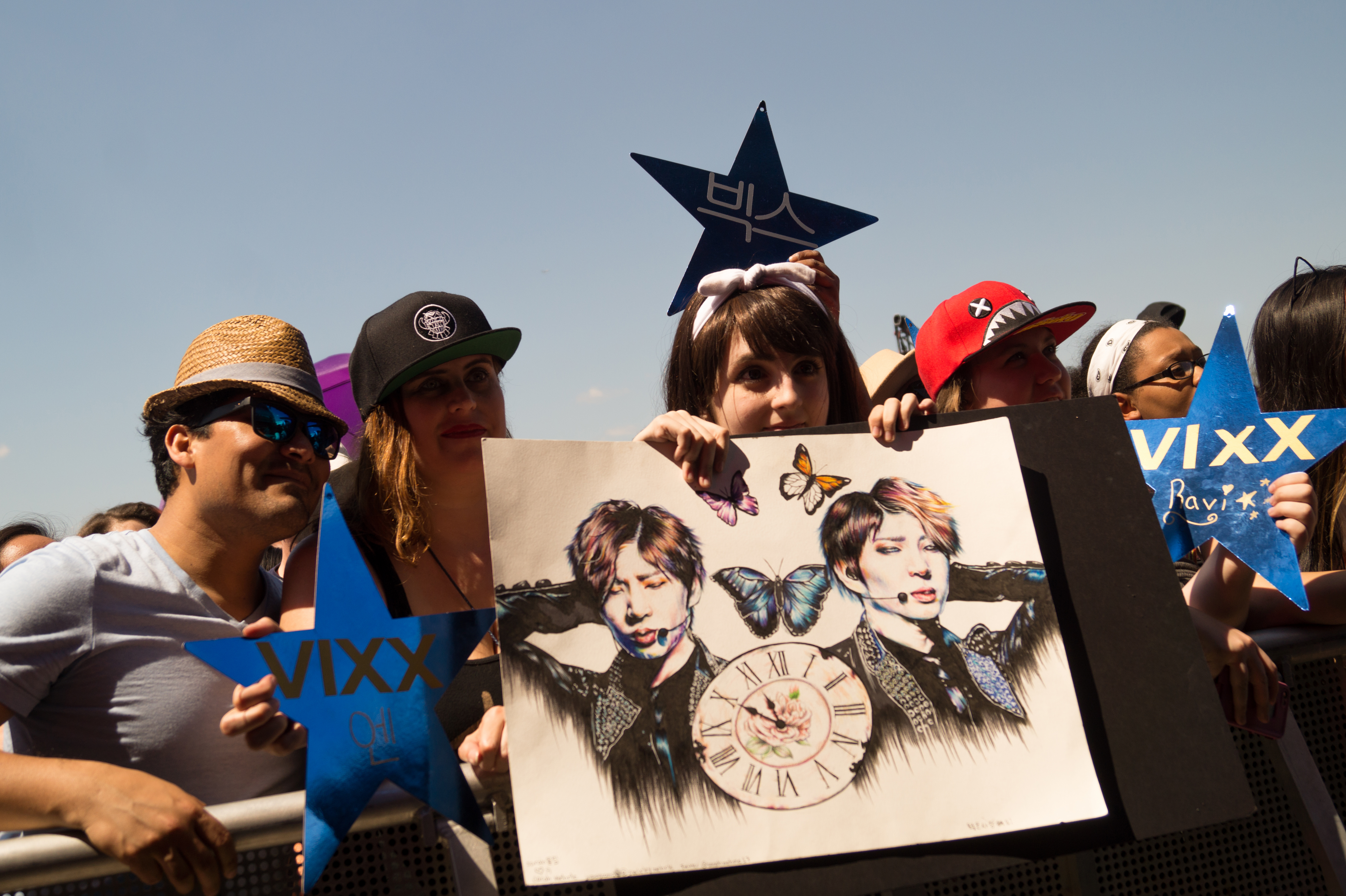
Internationella fans av pojkbandet VIXX i Washington, D.C..
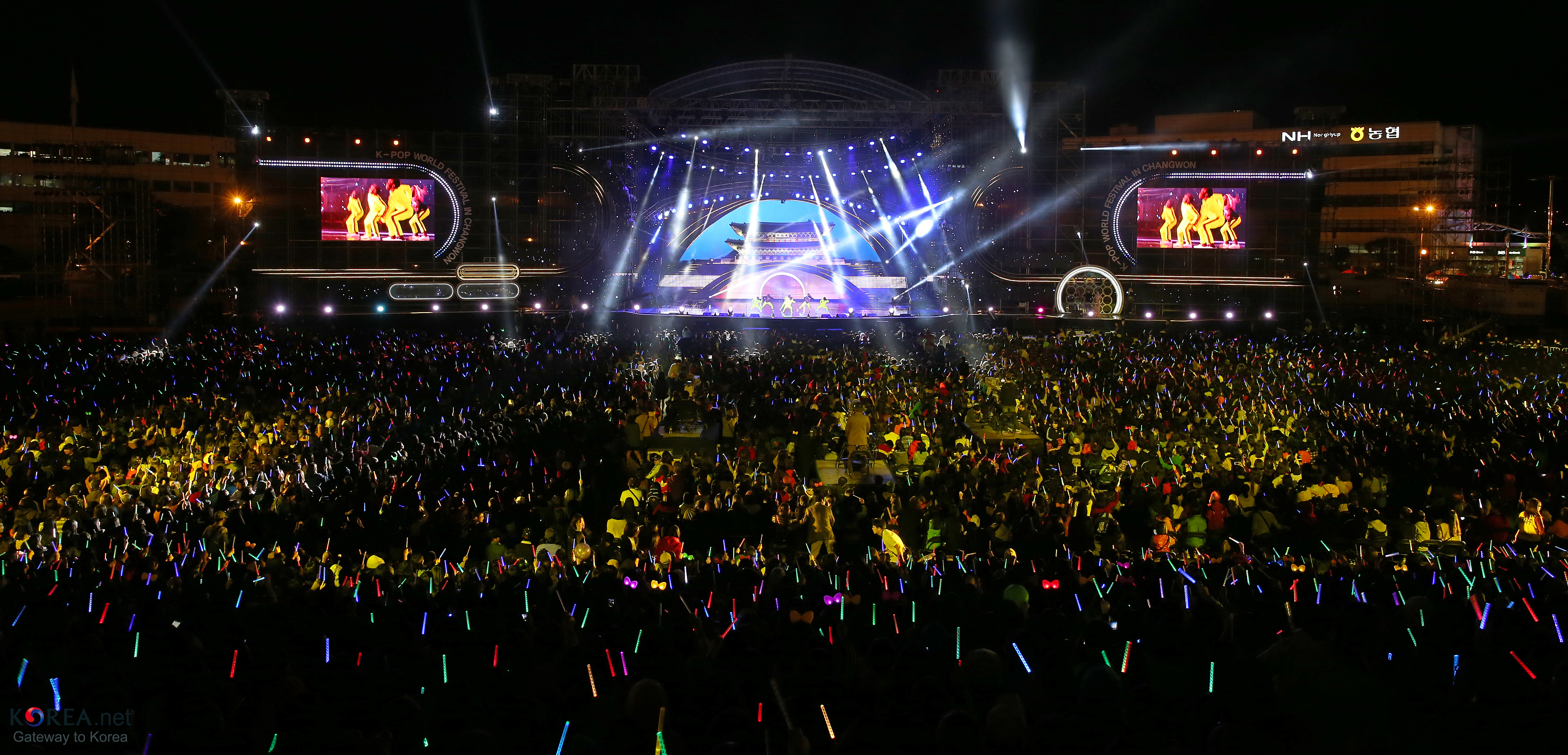
K-pop World Festival i Changwon 2013.
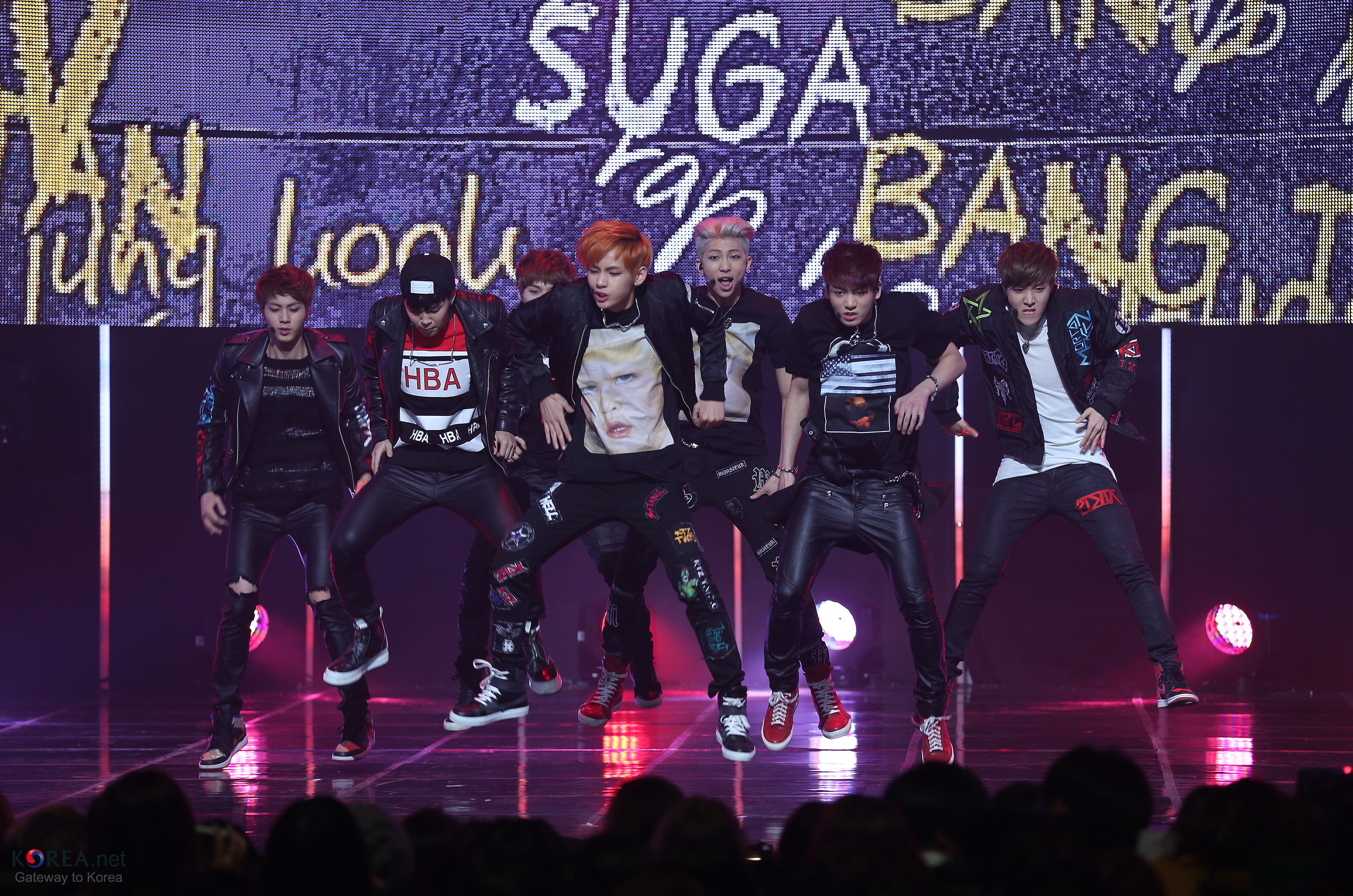
Pojkbandet Bangtan Boys.
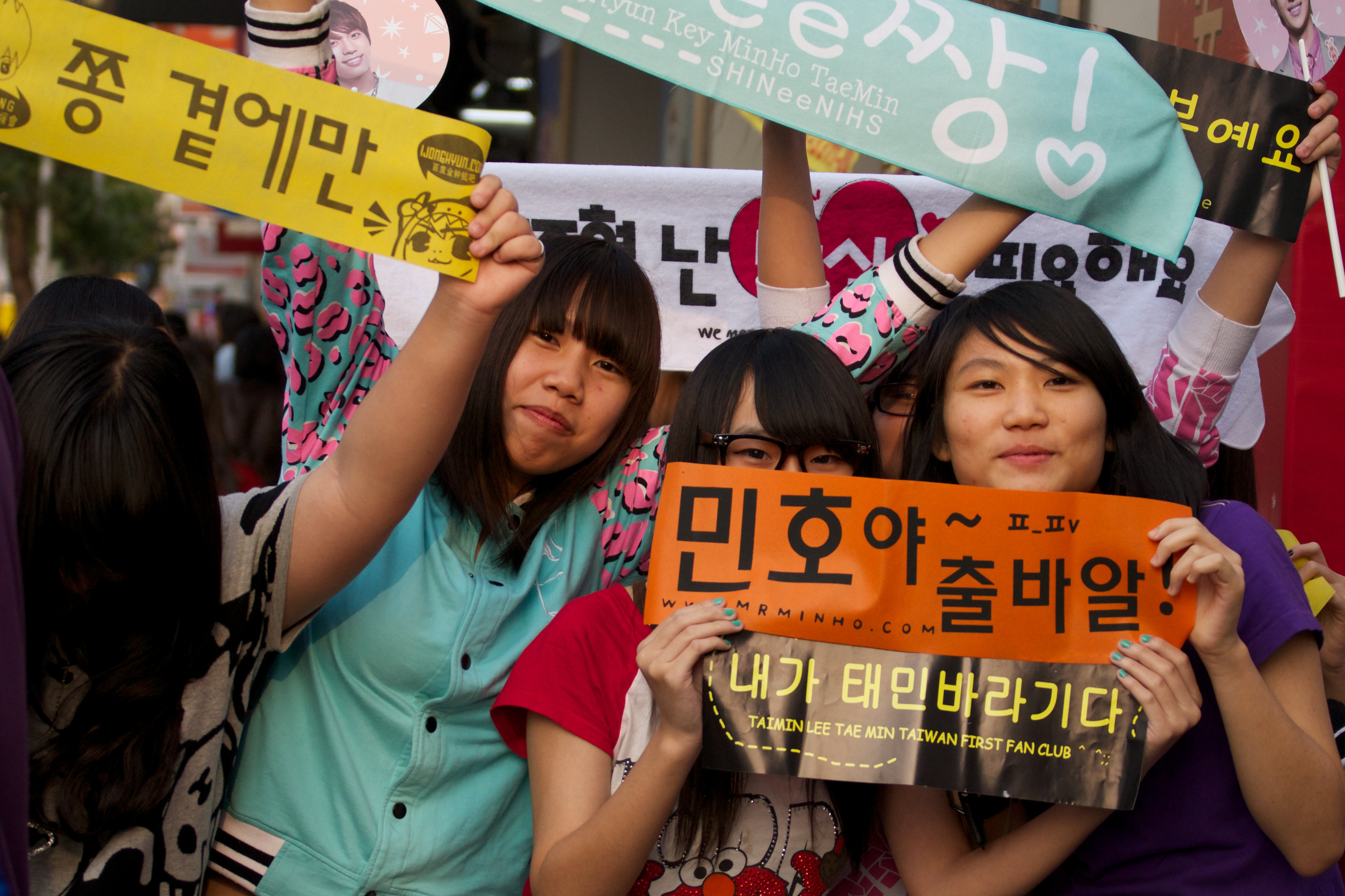
Internationella fans av pojkbandet SHINee i Kaohsiung.

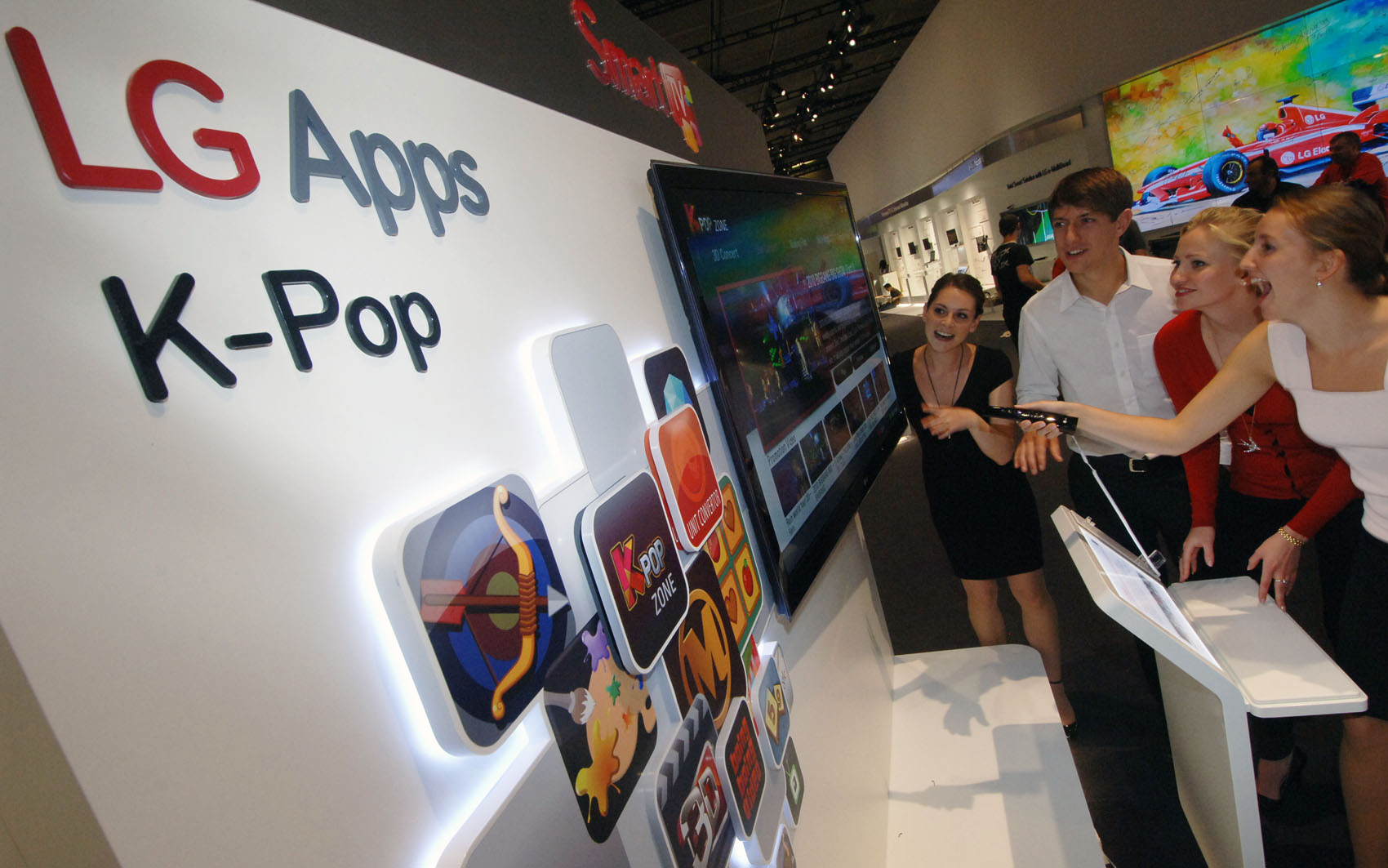
Personer blir introducerade till K-pop i Berlin.
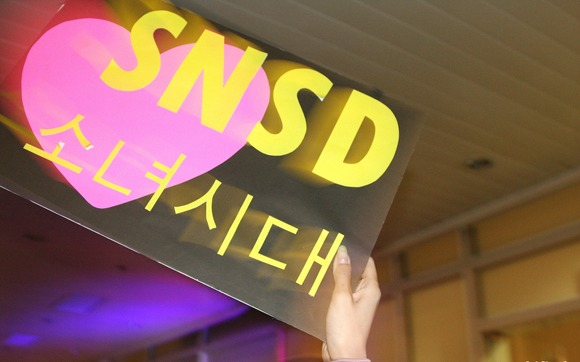
Skylt av fan till tjejgruppen Girls' Generation.
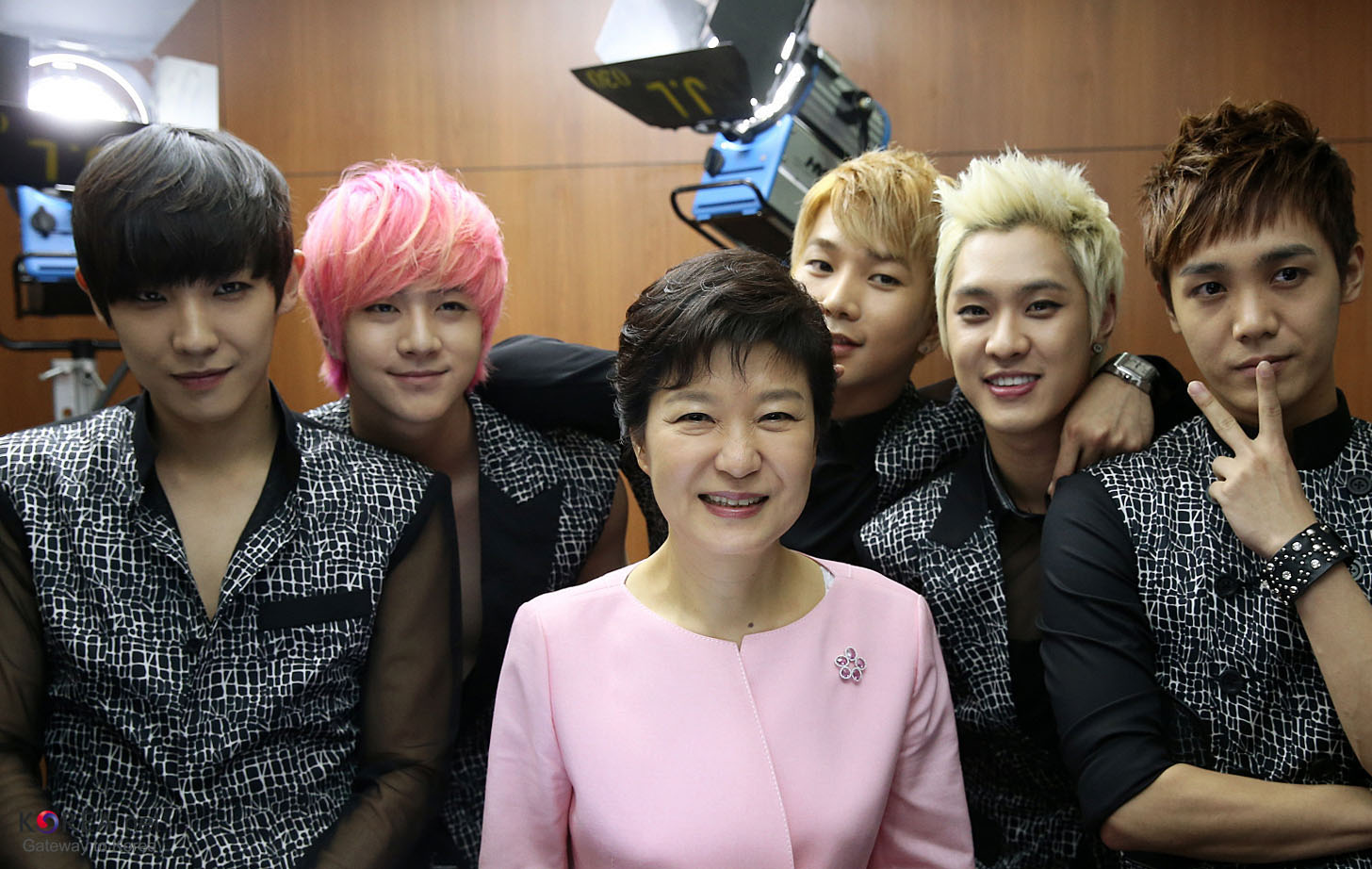
Pojkbandet MBLAQ med Sydkoreas tidigare president Park Geun-hye.
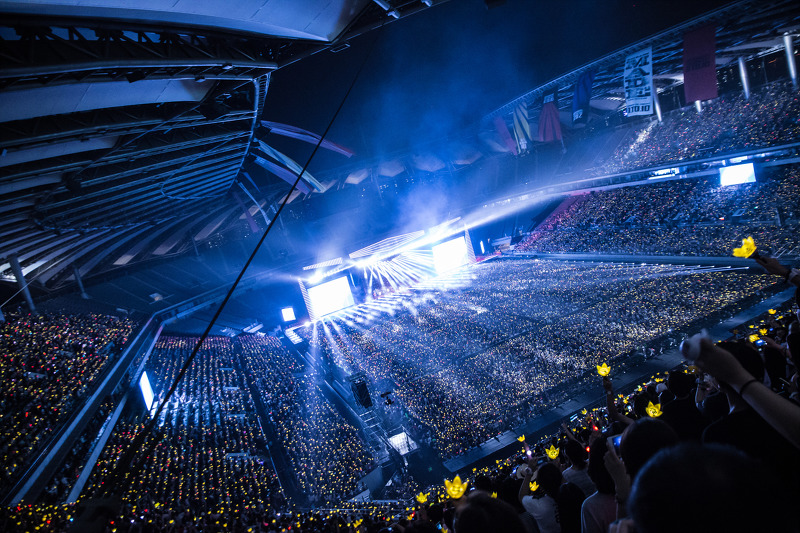
65 000 åskådare vid konsert med pojkbandet Big Bang i Seoul.
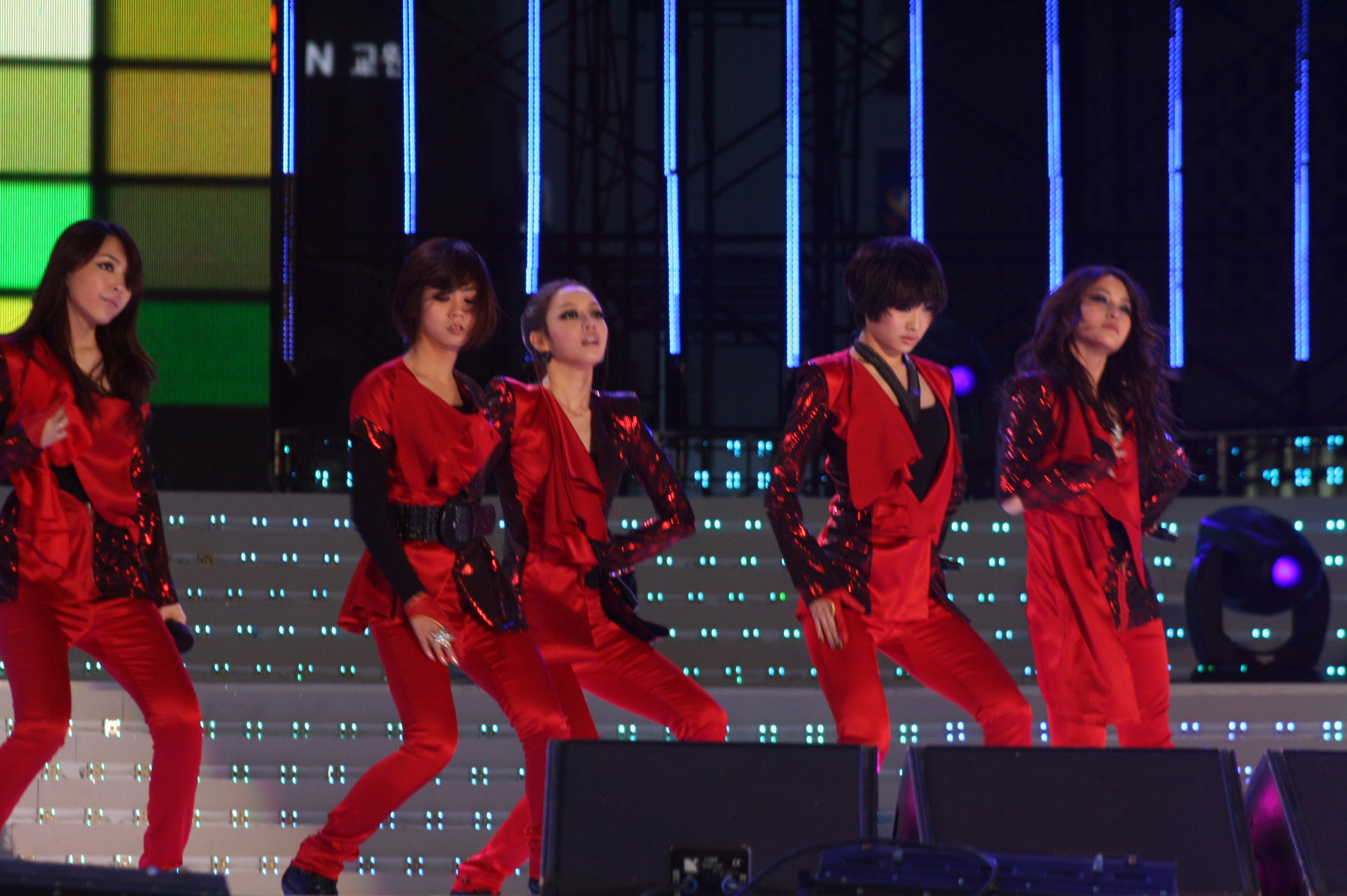
Tjejgruppen Kara.